# Волженский, Александр Васильевич
Александр Васильевич Волженский (27 августа (8 сентября) 1899, село Архангельские Ключи, Бугурусланский уезд, Самарской губернии, Российская империя — 1993) — советский учёный в области технологии строительных материалов, изделий и конструкций.

## Биография
В 1925 году окончил Томский технологический университет, затем несколько лет работал на заводах по производству строительных материалов: сначала в Томске, в 1932 году переехал в Москву. 
Позже перешёл на преподавательскую и исследовательскую работу. С 1935 года доцент Академии коммунального хозяйства, в 1942 году перешёл в Гидроавиапром и одновременно начал преподавать в Академии строительства и архитектуры. В 1946 году защитил докторскую диссертацию.
В 1949 году стал преподавателем Московского инженерно-строительного института, в 1948 году получил учёное звание профессора в этом учебном заведении и возглавил кафедру технологии вяжущих веществ и бетонов. 
Заслуженный деятель науки и техники РСФСР (1960). 
В 1962 году присуждена Ленинская премия. Награждён несколькими медалями, орденом Трудового Красного Знамени и орденом Ленина.
Научной деятельностью занимался с 1926 года, его первая научная статья была опубликована в 1928 году в журнале «Строительные материалы». К числу научных достижений Волженского относится разработка первой теории технологии производства автоклавных материалов. Им также были проведены исследования по созданию гипсоцементнопуццолановых вяжущих и улучшению свойств гипсовых вяжущих веществ, технологии крупноразмерных силикато- и гипсобетонных изделий. В 1955—1953 годах занимался масштабными исследованиями свойств различных шлаков и зол. В последние годы жизни занимался в основном изучением деформации бетонов. До последнего дня жизни работал над научными статьями.Опубликовал более 400 работ и 15 монографий, подготовил 80 докторов и кандидатов наук.
Был женат, детей не имел. Проживал в высотном доме на Котельнической набережной.

## Работы
1. Водотермическая обработка строительных материалов в автоклавах. — [М.], 1944.
2. Гипсоцементные и гипсошлаковые вяжущие и изделия. — М., 1960 (соавтор).
3. Бетоны и изделия из шлаковых и зольных материалов, [2 изд.]. — М., 1969 (соавтор).
4. Минеральные вяжущие вещества : учеб. / А. В. Волженский. - 4-е изд., перераб. и доп. - М. : Стройиздат, 1986. - 464 с. : ил. ; 21 см. - Библиогр.: с. 459-460 (45 назв.). - Предм. указ.: с. 461-462 .